# Sebastián Piñera
Miguel Juan Sebastián Piñera Echenique [sebastján pinjéra], čilski politik in poslovnež, * 1. december 1949, Santiago de Chile, † 6. februar 2024.
Je nekdanji dvakratni predsednik Čila.